# Pristimera austin-smithii
Pristimera austin-smithii là một loài thực vật có hoa trong họ Dây gối. Loài này được (Lundell) A.C. Sm. miêu tả khoa học đầu tiên năm 1940.